# Daniil Glejchengauz
Daniil Markovič Glejchengauz (in russo Даниил Маркович Глейхенгауз?; Mosca, 3 giugno 1991) è un coreografo russo, specializzato nelle coreografie delle esibizioni di pattinaggio artistico su ghiaccio.

## ASCarriera come pattinatore
Daniil ha iniziato a pattinare da bambino e nel 2005 ha esordito nel circuito Grand Prix ISU juniores di pattinaggio di figura, allenato da Viktor Kudrjavcev. Nel 2007 ha vinto la medaglia di bronzo ai campionati nazionali russi di categoria juniores e nella stessa stagione ha preso parte ai Campionati mondiali juniores di pattinaggio di figura, terminando in diciannovesima posizione.
In seguito, a causa di problemi ad una gamba, ha cominciato a competere nella danza su ghiaccio nella stagione 2010-2011 in coppia con Ksenia Korobkova, con la quale vincerà nella categoria junior al NRW Trophy del 2011.
Dopo la morte di suo padre si ritira dalle competizioni e comincia a esibirsi negli show di Il'ja Averbuch. Qualche anno più tardi intraprende la carriera di allenatore, in seguito quella di coreografo.

## Carriera come coreografo

### Primi anni
Glejchengauz ha studiato coreografia fin da bambino spinto da sua madre, ballerina al Teatro Bol'šoj, e nel 2014 inizia a lavorare come coreografo presso la scuola Sambo 70 di Ėteri Tutberidze. Uno dei primi programmi da lui coreografati è il programma corto di Polina Tsurskaja (sulle note di Light of the Seven), ma già nella stagione 2016-2017 incomincia a lavorare per alcuni nomi importanti nel panorama del pattinaggio internazionale come Evgenija Medvedeva e Alina Zagitova. Per la prima coreografa, insieme a Il'ja Averbuch, il suo programma libero Extremely Loud and Incredibly Close, che la porterà al secondo titolo mondiale. Per la seconda coreografa il programma corto, sulla musica di Samson and Delilah, con il quale vincerà sia la Finale Grand Prix ISU juniores sia i Campionati mondiali juniores.

### Stagione 2017-2018
Nella stagione 2017-2018, quella olimpica, Daniil coreografa numerosi programmi, tra cui il programma corto della campionessa olimpica Alina Zagitova, sulla musica del Cigno Nero e di Moonlight, con il quale lei segnerà un nuovo record mondiale proprio alle Olimpiadi, e il programma libero (insieme ad Averbuch) di Evgenija Medvedeva, sulle note di Anna Karenina, con il quale lei vincerà l'argento a Pyeongchang dietro alla compagna di allenamenti.

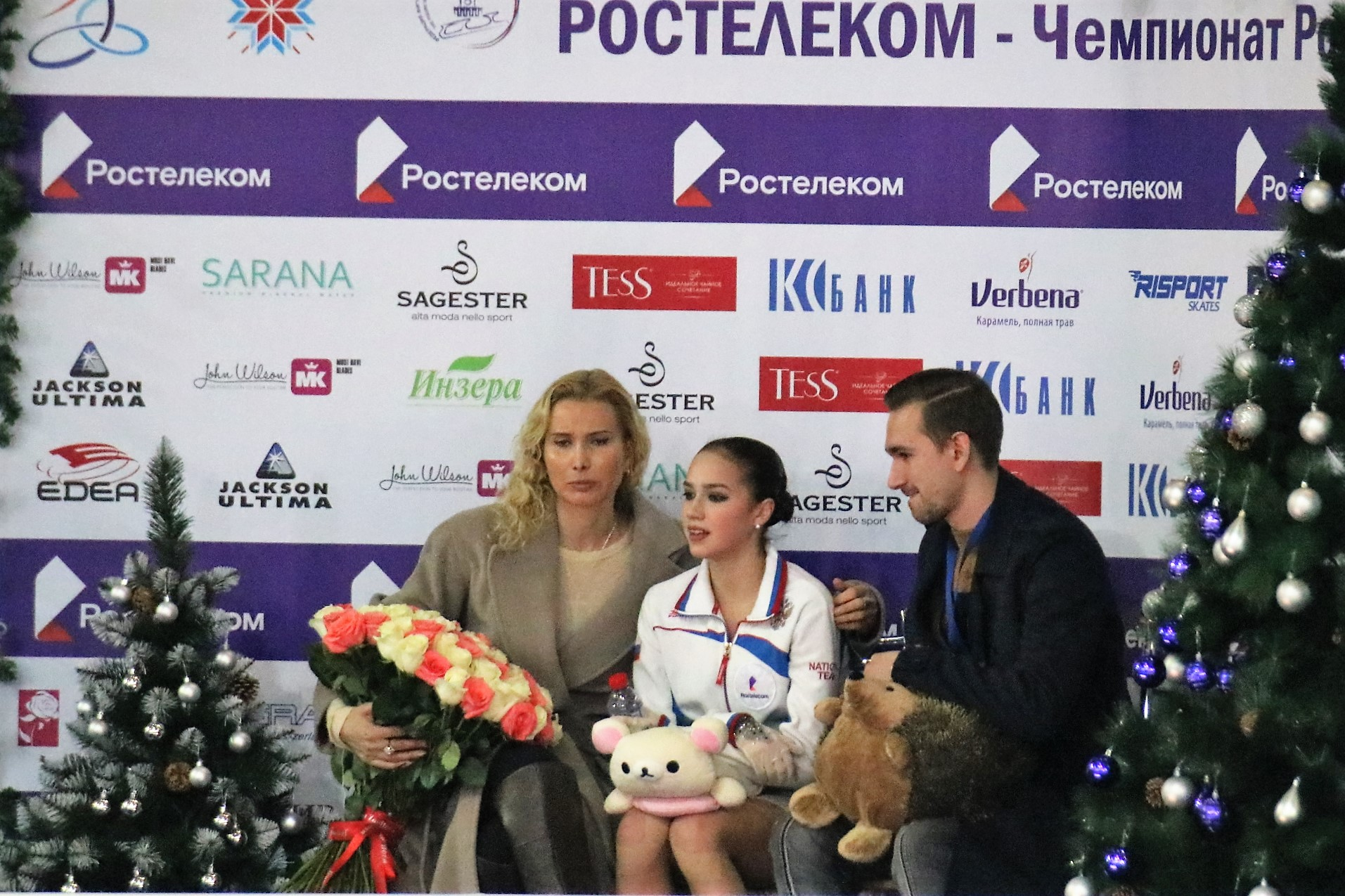
Daniil con Ėteri Tutberidze e Alina Zagitova ai Nazionali Russi

Nella categoria junior coreografa numerosi altri programmi:
- Big Spender e Summer per Aleksandra Trusova, con i quali vincerà sia la finale junior del Grand Prix sia i mondiali
- Stella's Theme, programma lungo di Alena Kostornaja, con il quale vincerà l'argento alla finale e ai mondiali
- Notturno, Op.9 (di Chopin) e Dreamcatcher per Anna Ščerbakova

### Stagione 2018-2019
Nella stagione post olimpica continua a coreografare per Alina Zagitova: questa volta le scelte musicali ricadono su Il fantasma dell'Opera e sulla Carmen. Con questi programmi, Alina vince i Mondiali 2019.
Nella cateogoria junior, è ancora una volta l'autore di molti programmi fortunati:
- Kill Bill e The 5th Element per Aleksandra Trusova, con i quali vincerà i Mondiali Junior 2019
- The Departure e Romeo e Giulietta per Alëna Kostornaja, con i quali vincerà la Finale Grand Prix Junior 2018
- A Comme Amour e Introduction et Rondo Capriccioso per Anna Ščerbakova, con i quali vincerà il titolo nazionale senior 2019.[9]

### Stagione 2019-2020
Nella stagione 2019-2020, Daniil è sempre più impegnato, occupandosi delle coreografie di quattro tra le più forti pattinatrici di categoria senior del gruppo allenato da Tutberidze:
- Me Voy e Cleopatra (su una musica già sperimentata qualche anno prima su un programma libero di Ščerbakova, quando quest'ultima era ancora novice) per Alina Zagitova, con il quale vince un argento alla tappa di Grand Prix in Francia e un bronzo alla tappa in Giappone
- Peer Gynt (il programma corto, il libero invece è coreografato da Ėteri Tutberidze) per Aleksandra Trusova, con il quale vincerà il bronzo alla finale senior del grand prix, ai nazionali e agli europei
- Twilight (il libero, il corto è quello della stagione precedente) per Alëna Kostornaja, con il quale vincerà la finale senior del Grand Prix, l'argento ai nazionali e l'oro agli Europei
- Perfume e Firebird per Anna Ščerbakova, con i quali vincerà l'argento alla finale del Grand Prix, il secondo titolo nazionale e l'argento agli Europei.[10]

Anche nella categoria junior è molto impegnato, coreografando altri programmi vincenti:
- Girl on the Ball (ispirato a un quadro di Picasso) e Exogenesis per Kamila Valieva, con i quali vincerà la Finale Grand Prix ISU juniores, i campionati nazionali russi junior e i Mondiali Junior
- Please don't make me love you e Je suis malade per Daria Usaceva, con i quali vincerà il bronzo alla finale junior del Grand Prix e ai nazionali junior e l'argento ai Mondiali junior

### Stagione 2020-2021
- One day I'll fly away (tratto dalla colonna sonora di Moulin Rouge) e Romeo e Giulietta per Daria Usaceva
- I'll take care of you e Agony Suite per Maia Khromykh
- Storm (un brano composto dal pattinatore Eric Radford) e Bolero per Kamila Valieva
- Elegie: O Doux printemps d'autrefois e The Home of Dark Butterflies per Anna Ščerbakova, che vincerà l'oro mondiale a Stoccolma 2021.

### Stagione 2021-2022
Per la stagione olimpica, Daniil coreografa programmi per ben cinque pattinatrici senior (non contando Maiia Khromykh, il cui corto è lo stesso della stagione precedente e il cui libero viene coreografato invece da Kseniia Potalicina)
- In Memoriam per Kamila Valieva (il programma libero rimane Bolero)
- Never Enough e Nessun Dorma per Daria Usaceva
- The Songs of Distant Earth e Il Maestro e Margherita per Anna Ščerbakova
- Crudelia per Aleksandra Trusova (il programma corto, su Frida, è invece coreografato da Eteri Tutberidze)
- Am I The One e Winter per Alena Kostornaia
- New York, New York e Lovely sempre per Alena Kostornaia

## Controversie
Il 18 maggio 2019, diciassettesimo compleanno di Alina Zagitova, annuncia che la nuova esibizione di quest'ultima sarà sulle note di Bad Guy di Billie Eilish. L'esibizione viene portata agli spettacoli del Fantasy on Ice in Giappone a giugno, e alcuni fan si accorgono che la parte iniziale della coreografia è uguale a una routine di Jojo Gomez, una ballerina canadese. Il video viene portato all'attenzione di Jojo, che prontamente scrive a Daniil sui social media accusandolo di averla plagiata. In seguito Daniil modifica il post in cui aveva annunciato l'esibizione, scusandosi con Jojo Gomez e invitandola a coreografare insieme in futuro. La ballerina, comunque, alla fine decide di non agire legalmente per il plagio. Nella stagione 2019-2020, Daniil cambia l'esibizione di Alina, coreografando un nuovo programma di gala sulle note di Outro degli M83, dedicato alla defunta madre di Daniil, che per anni aveva lavorato con le atlete di Sambo 70.
Nel 2021, coreografa un nuovo programma di esibizione per Aleksandra Trusova, ispirato a Wonder Woman, presentato al gala dello Skate America. Un paio di giorni dopo, una pattinatrice polacca, Ekaterina Kurakova, fa riferimento, nelle sue storie di Instagram, al fatto che il programma di Trusova sia molto simile a quello che lei stessa aveva portato come esibizione durante la stagione precedente, postando una clip come prova. A oggi, non ci sono ancora state dichiarazioni ufficiali in merito da parte del coreografo.

## Riconoscimenti
Gli è stata riconosciuta la medaglia per i meriti portati alla Madrepatria nel 2018, dopo le Olimpiadi di Pyeongchang.
È stato candidatura come miglior coreografo agli ISU Skating Awards 2020.